# مجموعة دلة البركة
مجموعة دله البركة, مجموعة شركات سعودية، أسسها صالح عبد الله كامل سنة 1969م تحت اسم ”مؤسسة دلة“ . يشمل نشاطها الآن عدة قطاعات داخل المملكة العربية السعودية وحول العالم.

## البداية
بدأت دلة البركة من مكتب صغير بمدينة الرياض سنة 1969م، توسعت على مدى الخمسين سنة الماضية لتصبح إحدى أكبر مجموعات الأعمال في المملكة والعالم بتواجد في أكثر من 40 دولة وتدير استثمارات ضخمة في مجالات التجارة والعقار والخدمات المالية والرعاية الصحية والتشغيل والخدمات والصيانة والنقل والمواصلات.
مجموعة دلة تقدم ”الخدمة“ كمنتج تجاري في المملكة العربية السعودية، توسعت أعمالها انطلاقاً من عقود الصيانة والخدمات لتشمل تشغيل المشاريع الحكومية والمطارات والخدمات الملاحية والنقل البري.

## الرؤية
الإستخلاف في المال وإعمار الأرض.

## المهمة
العمل على إيجاد استثمارات ذات جودة عالية، واستكشاف فرص العمل المجدية، وتوسيع مجالات الأعمال، وزيادة الدخل لجميع الأطراف سواء للشركاء والمساهمين أو للمستثمرين أو للعملاء، بما ينسجم مع المبادئ الإسلامية.
انطلقت أعمال المجموعة إلى خارج الحدود لتصبح مجموعة أعمال عالمية. وتضم أكثر من 60,000 موظف حول العالم وتغطي استثماراتها نطاقاً واسعاً من الأعمال في آسيا وأفريقيا وأوروبا وأمريكا الشمالية، مع التركيز على تنمية المجتمعات المسلمة حيثما كانت. على مدى العشر سنوات الماضية احتلت مجموعة دله البركة المرتبة الخامسة ضمن أكبر 100 شركة سعودية.

## الإلتزام
تركز أعمال المجموعة على تطوير الأفراد والمجتمعات من خلال توفير برامج التدريب والتعليم والتأهيل، بما يحقق الفائدة لأفراد المجتمع ويساعد على تطوير اسلوب الحياة للمجتمع ككل. ومن هذا المنطلق أسست المجموعة إدارة مستلقة ضمن الهيكل الرئيسي للمجموعة تختص بتخطيط وتنفيذ مشاريع التنمية الاجتماعية.
تلتزم دله البركة في أداء جميع أعمالها بما يلي:
- نحو المجتمع:
  - تطوير المجتمع
  - توفير فرص العمل
  - المحافظة على البيئة
- تجاه العملاء:
  - تقديم منتجات وخدمات ذات جودة عالية
- تجاه المستثمرين:
  - الحفاظ على الأصول
  - تعظيم الدخل
  - الفعالية في الأداء
- تجاه شركاء العمل:
  - تهيئة جو العمل
  - العمل كعائلة
  - تطوير الحس الإبداعي

## وصلات خارجية
- مجموعة دلة البركة (موقع الرسمي)